# Religioni in Guinea
La religione più diffusa in Guinea è l'islam. Secondo statistiche ufficiali del 2010, i musulmani sono l'85% della popolazione e sono in maggioranza sunniti; il cristianesimo è seguito dall'8% della popolazione e le religioni africane tradizionali dal 6,6% della popolazione, mentre lo 0,2% della popolazione segue altre religioni e il restante 0,2% della popolazione non segue alcuna religione. Si ritiene tuttavia che una parte della popolazione incorpori alcuni rituali delle religioni indigene nelle pratiche religiose dell'islam o del cristianesimo. Una stima del 2015 dell'Association of Religion Data Archives (ARDA) dà i musulmani al 77,6% circa della popolazione, i cristiani al 9,3% circa della popolazione e le religioni africane tradizionali al 12,4% circa della popolazione; lo 0,1% circa della popolazione segue altre religioni e lo 0,2% circa della popolazione non segue alcuna religione, mentre lo 0,4% della popolazione non specifica la propria affiliazione religiosa.

## Religioni presenti

### Islam
La maggioranza dei musulmani della Guinea è sunnita e segue la corrente malikita; molti musulmani seguono il sufismo. Sono presenti anche minoranze di ahmadiyya e di sciiti.

### Religioni africane
Le religioni africane tradizionali basate sull'animismo sono seguite in Guinea nei villaggi e nelle zone rurali, ma non sono popolari nei centri urbani. Tali religioni sono basate sulla fede in un essere supremo, in divinità intermedie e negli spiriti, che fanno da intermediari fra gli esseri umani e le divinità. Molta importanza ha la venerazione degli spiriti degli antenati.

### Altre religioni
In Guinea sono presenti piccoli gruppi di seguaci del bahaismo, del buddhismo e dell'induismo.